# استعادة الملكية الروسية

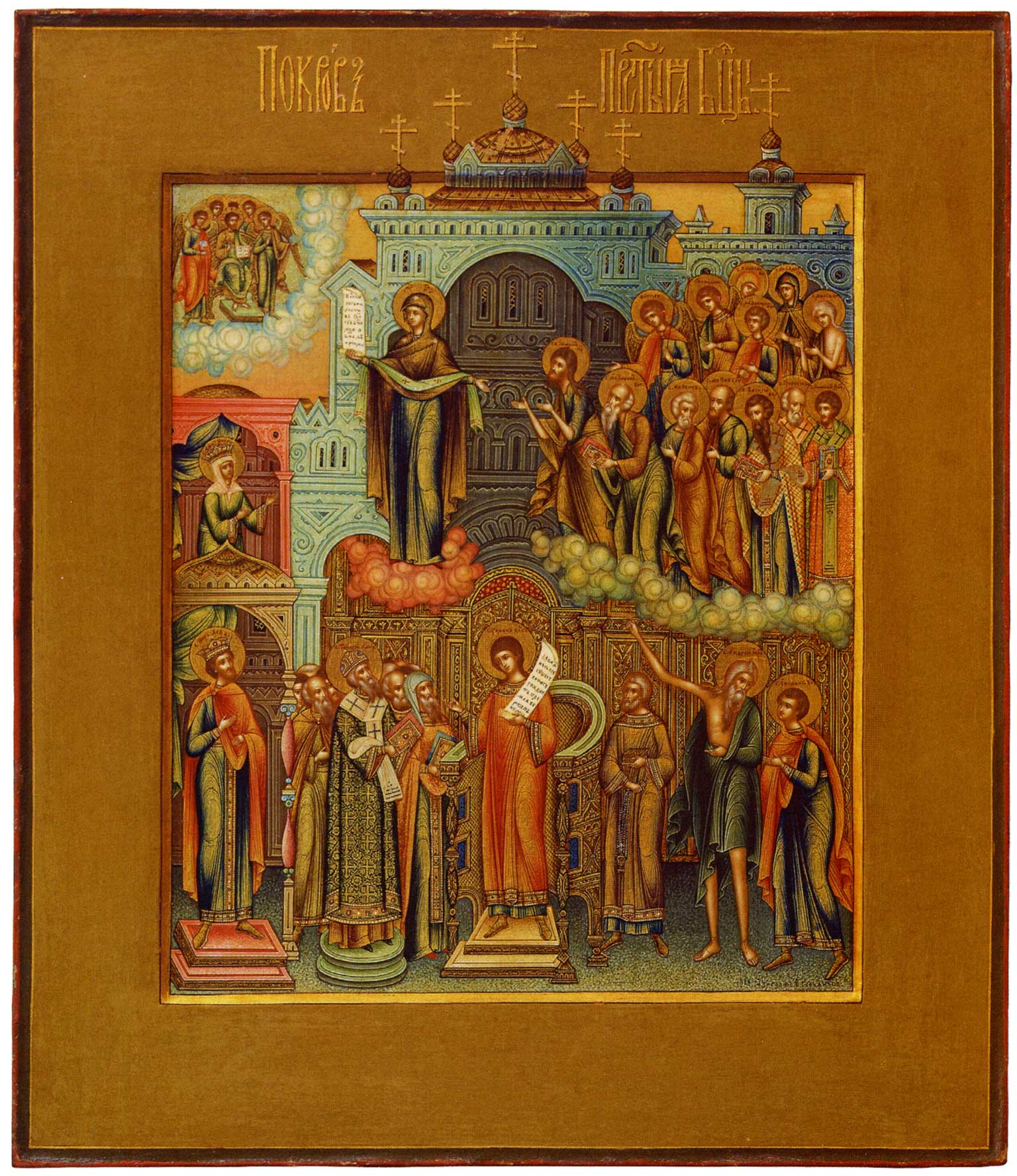

تعد استعادة الملكية الروسية مطلبًا افتراضيًا لعودة الملكية الروسية، التي لم تكن موجودة منذ تنازل نيقولا الثاني عن الحكم في 15 مارس 1917 وقتله وعائلته في عام 1918، داخل الاتحاد الروسي اليوم. الحزب الوحيد حتى اليوم الذي يدافع عن مثل هذه الاستعادة هو الحزب الملكي الروسي.
معظم الاقتراحات لاستعادة الملكية تتصور العودة إلى ملكية دستورية.

## الرأي العام
أظهرت دراسة أجراها مركز عموم روسيا للرأي العام أن ما يقرب من ثلث السكان الروس يفضلون استعادة الملكية اعتبارًا من عام 2013.
في عام 2017، وجد استطلاع أجرته إيزفستيا أن 37% من جميع الروس «لا يعارضون النظام الملكي، لكن ... لم يروا مرشحًا لمثل هذا المنصب.» كما وجد الاستطلاع أن 46% من الشباب الروس لم يعارضوا استعادة الملكية.

## الرأي السياسي
لقد اقترح الاستعادة، من بين أمور أخرى، السياسي الروسي فلاديمير بتروف، وهو من حزب روسيا الموحدة الحاكم ومرتبط بالرئيس فلاديمير بوتين. كما أن السياسي البارز، رئيس الحزب الليبرالي الديمقراطي الروسي فلاديمير جيرينوفسكي، معروف أيضًا بالتعبير عن مثل هذه الأفكار.

## الرأي الديني
هناك أقوال الأرثوذكس الروس الذين يتوقعون الملكية المستقبلية في روسيا. قال فسيفولود تشابلن، رئيس قسم السينودس للتعاون بين الكنيسة والمجتمع في بطريركية موسكو من 2009 إلى ديسمبر 2015، أن فلاديمير بوتين يجب أن يصبح «إمبراطورًا ملكيًا» لروسيا.